# Dark Necessities
Dark Necessities – utwór amerykańskiego zespołu funk rockowego Red Hot Chili Peppers wydany nakładem Warner Bros. Records. Pochodzi ze studyjnego albumu grupy The Getaway z 2016 roku. Wersja live singla znajduje się na Live in Paris EP.
Nagranie w Polsce uzyskało status platynowej płyty.

## Charakterystyka utworu
Utwór charakteryzuje się mocnym klangowym riffem granym przez Balzary’ego na basie podczas zwrotek oraz melodyjną partią fortepianu (graną również przez Balzary’ego), która przez większość czasu trwania piosenki stanowi tło utworu, zaś w łączniku wyłania się na pierwszy plan. Piosenkę zwieńcza solówka Josha Klinghoffera grana na gitarze elektrycznej. Instrumentarium nagrania uzupełnia kwartet smyczkowy.

## Skład nagrania

### Red Hot Chili Peppers
- Anthony Kiedis – wokal prowadzący
- Josh Klinghoffer – gitara, wokal wspierający
- Flea – gitara basowa, fortepian
- Chad Smith – perkusja

### Muzycy sesyjni[7]
- Daniele Luppi – aranżacja instrumentów smyczkowych
- Peter Kent – skrzypce
- Sharon Jackson – skrzypce
- Briana Bandy – altówka
- Armen Ksajikian – wiolonczela

## Teledysk
Wideoklip do utworu wyreżyserowała Olivia Wilde, amerykańska aktorka i reżyserka, zaś za zdjęcia do klipu odpowiadał Christopher Blauvelt. W teledysku pojawiły się longboardzistki: Carmen Shafer, Amanda Caloia, Amanda Powell i Noelle Mulligan, które w wideoklipie uprawiają skateboarding po mieście.